# Bhutan na Letnich Igrzyskach Olimpijskich 2008
Bhutan na Letnich Igrzyskach Olimpijskich 2008 reprezentowało dwoje zawodników. Oboje startowali w łucznictwie.

## Reprezentanci

### Łucznictwo
Kobiety
- Dorji Dema
  - Indywidualnie - odpadła w eliminacjach

Mężczyźni
- Tashi Peljor
  - Indywidualnie - odpadł w eliminacjach